# Nieve roja
Nieve roja es una serie de televisión por internet de ciencia ficción y suspenso argentina producida por StoryLab para Flow. Sigue la historia de siete desconocidos que se encuentran aislados en una base secreta en la Antártida, donde van desapareciendo uno a uno, mientras que compiten por ganarse un puesto en la compañía que los seleccionó para este programa. Está protagonizada por Nazareno Casero, Justina Bustos, Juan Gil Navarro, Mariano Martínez, Micaela Riera, Gastón Cocchiarale, Débora Nishimoto y Ariel Pérez de María. La serie se estrenó el 14 de agosto de 2025.

## Sinopsis
La historia transcurre en una base secreta de última generación tecnológica en la Antártida, donde siete desconocidos fueron seleccionados por un magnate billonario para participar de un programa que tiene como objetivo conocer quien de todos ellos es el más apto para ganar un puesto en la compañía, sin embargo, la estadía de los candidatos comienza a complicarse cuando van desapareciendo uno a uno en circunstancia misteriosas, lo que pondrá a prueba la confianza entre ellos, mientras están aislados y son monitoreados por un riguroso sistema de inteligencia artificial llamado AGATHA.

## Elenco

### Principal
- Nazareno Casero como Martín
- Justina Bustos como Ariana
- Juan Gil Navarro como Guillermo Bassa
- Mariano Martínez como Bruno
- Micaela Riera como Ona
- Gastón Cocchiarale como Agustín Fisher
- Débora Nishimoto como Ayanami Sato
- Ariel Pérez de María como Patricio

### Participaciones
- Alfredo Casero como Jonás Lev Bender
- Sophie Tirouflet como Ingrid
- Heinz K. Krattiger como Anfitrión

## Episodios
| N.º | Título                          | Dirigido por  | Escrito por                                                               | Fecha de lanzamiento original |
| --- | ------------------------------- | ------------- | ------------------------------------------------------------------------- | ----------------------------- |
| 1   | «Siete puertas, ninguna salida» | David Bisbano | Andrés Gelós, Diego Palacio, Nacho Viale, Natacha Caravia y David Bisbano | 14 de agosto de 2025          |
| 2   | «Ni anverso, ni reverso»        | David Bisbano | Andrés Gelós, Diego Palacio, Nacho Viale, Natacha Caravia y David Bisbano | 14 de agosto de 2025          |
| 3   | «Bifurcación»                   | David Bisbano | Andrés Gelós, Diego Palacio, Nacho Viale, Natacha Caravia y David Bisbano | 14 de agosto de 2025          |
| 4   | «Embestida de toro»             | David Bisbano | Andrés Gelós, Diego Palacio, Nacho Viale, Natacha Caravia y David Bisbano | 14 de agosto de 2025          |
| 5   | «Centro secreto»                | David Bisbano | Andrés Gelós, Diego Palacio, Nacho Viale, Natacha Caravia y David Bisbano | 14 de agosto de 2025          |
| 6   | «El crepúsculo de la fiera»     | David Bisbano | Andrés Gelós, Diego Palacio, Nacho Viale, Natacha Caravia y David Bisbano | 14 de agosto de 2025          |
| 7   | «Destino de hierro»             | David Bisbano | Andrés Gelós, Diego Palacio, Nacho Viale, Natacha Caravia y David Bisbano | 14 de agosto de 2025          |
| 8   | «Dédalo»                        | David Bisbano | Andrés Gelós, Diego Palacio, Nacho Viale, Natacha Caravia y David Bisbano | 14 de agosto de 2025          |

## Producción
En noviembre de 2024, se dio a conocer que la productora StoryLab había comenzado con el desarrollo de una serie de ciencia ficción y suspenso titulada Nieve roja para la plataforma de video bajo demanda Flow. Para el proyecto, fueron anunciados David Bisbano como el director de los ocho episodios de la primera temporada, quién además co-escribió el guion junto a Andrés Gelós y Natacha Caravia, mientras que Diego Palacio y Nacho Viale fueron confirmados como los productores ejecutivos de la serie.
Tras el anuncio de la realización de la serie, se informó que la fotografía principal ya había comenzado en Buenos Aires con un elenco conformado por Nazareno Casero, Justina Bustos, Juan Gil Navarro, Mariano Martínez, Micaela Riera, Gastón Cocchiarale, Ariel Pérez de María y contaría con la participación especial de Alfredo Casero.